# Heinkel HD 24
Die Heinkel HD 24 war ein einmotoriger Doppeldecker der Ernst Heinkel Flugzeugwerke von 1926. Am bekanntesten ist die Seeflugzeugvariante der HD 24, die als Schul- und Expeditionsflugzeug eingesetzt wurde.

## Geschichte
Für den Deutschen Seeflug-Wettbewerb vom 12. bis 31. Juli 1926 in Warnemünde baute Ernst Heinkel zwei HD-24-Wasserflugzeuge, die von wassergekühlten 6-Zylinder-Motoren BMW IV mit 250 PS (184 kW) angetrieben wurden. Insgesamt mussten in dieser Zeit 4000 km in vier Wettbewerben abgeflogen werden. Eine der beiden HD 24, geflogen von Flugzeugführer Geisler, ging durch Bruch bei der Landung in Spiekeroog verloren, aber die zweite Maschine mit Dipl.-Ing. Rudolf Spies belegte den dritten Platz in diesem Wettbewerb als eines von nur drei Flugzeugen, die alle Prüfungen bestanden.
Aufgrund der Erfolge waren auch die schwedischen Luftstreitkräfte (Flygvapnet) auf die Maschine aufmerksam geworden. Heinkel fertigte für sie unter der schwedischen Bezeichnung Sk 4 zwei HD 24 (Wnr. 253 und 254), die mit Daimler-D-IIIa-Motoren mit 180 PS (132 kW) ausgerüstet waren. Daran schloss sich ein Lizenzbau durch die von Clemens Bücker geleitete Svenska Aero AB in Schweden an. Zwischen 1927 und 1928 wurden hier vier weitere Sk 4 gebaut und zwei Sk 4 A, die aber schon mit Junkers L 5 mit 280 PS (206 kW) ausgerüstet waren. 1930 wurden alle noch vorhandenen Flugzeuge auf diesen Motor umgerüstet, bis schließlich zwischen 1931 und 1933 alle HD 24 britische Armstrong-Siddeley Puma mit 250 PS (184 kW) und die Bezeichnung Sk 4 B erhielten. Die HD 24 dienten bis 1939 bei der schwedischen Luftwaffe. Stationiert waren die Maschinen in Hägernäs.
Das Wettbewerbsflugzeug und zwei weitere, neu gebaute Maschinen (Wnr. 255 und 256) gingen danach an die Deutsche Verkehrsfliegerschule (DVS) in Warnemünde wie auch die meisten der insgesamt 23 bei Heinkel gefertigten Flugzeuge des Musters. Jeweils eine der von Heinkel (Wnr. 285) und der SAAB (wahrscheinlich eine weitere Sk 4 A mit der  Wnr. 49) hergestellten Maschinen wurde nach China exportiert. Eine weitere, die Wnr. 271, D-1313, ausgestattet mit einem BMW IVa, erhielt Gunther Plüschow, der bekannte „Flieger von Tsingtau“, für seine Südamerikaflüge.

### Südamerikaflüge

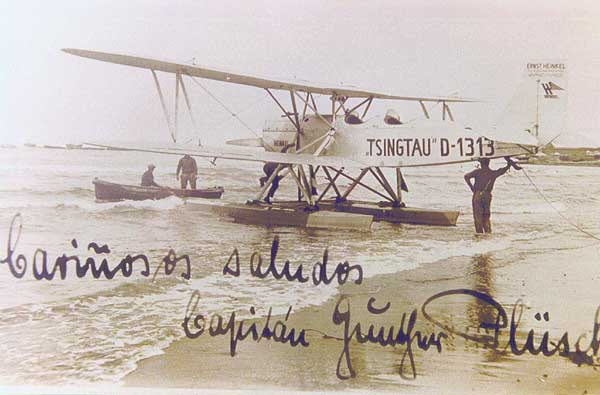
Heinkel HD 24 von Gunther Plüschow

Am 27. November 1927 reiste Gunther Plüschow zusammen mit dem von der Firma Askania gekommenen Ing. Ernst Dreblow mit seinem extra dafür gebauten Expeditionskutter „Feuerland“ von Büsum nach dem auf der Halbinsel Brunswick in Chile an der Magellanstraße gelegenen Punta Arenas. Die Reise führte über Teneriffa, Bahaa, Rio de Janeiro, Santos, Montevideo und Buenos Aires. Gleichzeitig beförderte das Fahrgastschiff Cap Arcona der Hamburg-Süd-Amerikanischen D.G. sein Wasserflugzeug Heinkel HD 24W (D-1313) nach Chile, wo Plüschow es in Punta Arenas übernehmen und zusammen mit Dreblow aufrüsten konnte.
Ab 1928 überflog Plüschow weite Teile Feuerlands und Patagoniens. Zwei Jahre blieb er im südlichsten Teil Südamerikas. Im Jahr 1930 kehrte er nach Deutschland zurück und veröffentlichte sein Buch Silberkondor über Feuerland und einen dazugehörigen Dokumentarfilm. Am 6. Juli 1930 war er umjubelter Ehrengast beim großen Flugtag in Travemünde, wo man ihm zu Ehren sogar ein anderes Flugzeug, allerdings keine HD 24, sondern eine Heinkel HD 30, mit der Aufschrift „Tsingtau“ versehen hatte. Ende 1930 kehrte er nach Chile und Argentinien zurück, um seine Forschungsflüge fortzusetzen.
Am 28. Januar 1931 stürzte Plüschow mit seinem Flugzeug in den Rico-See am Perito-Moreno-Gletscher, wobei er und Dreblow ums Leben kamen. An der Absturzstelle wurden von den beiden Staaten Argentinien und Chile ein Monument errichtet, an dem bis heute jedes Jahr des Todes der beiden Flugpioniere gedacht wird. Auch an der kleinen Feier an seinem Ehrengrab im Parkfriedhof Berlin-Lichterfelde zur 75. Wiederkehr des Todestages im Jahr 2006 nahmen die Konsuln von Chile und Argentinien teil.
Am 22. Juni 2009 wurde ein Nachbau des Flugzeuges in Ushuaia, Feuerland vorgestellt. Dieser soll ab 2010 in Feuerland ausgestellt werden und dort an Gunther Plüschow erinnern. Gebaut wurde die Maschine vom Präsidenten des Aeroclubs in Ushuaia, Rafael Fank, und dem Journalisten Roberto Litvachkes.

## Technische Daten

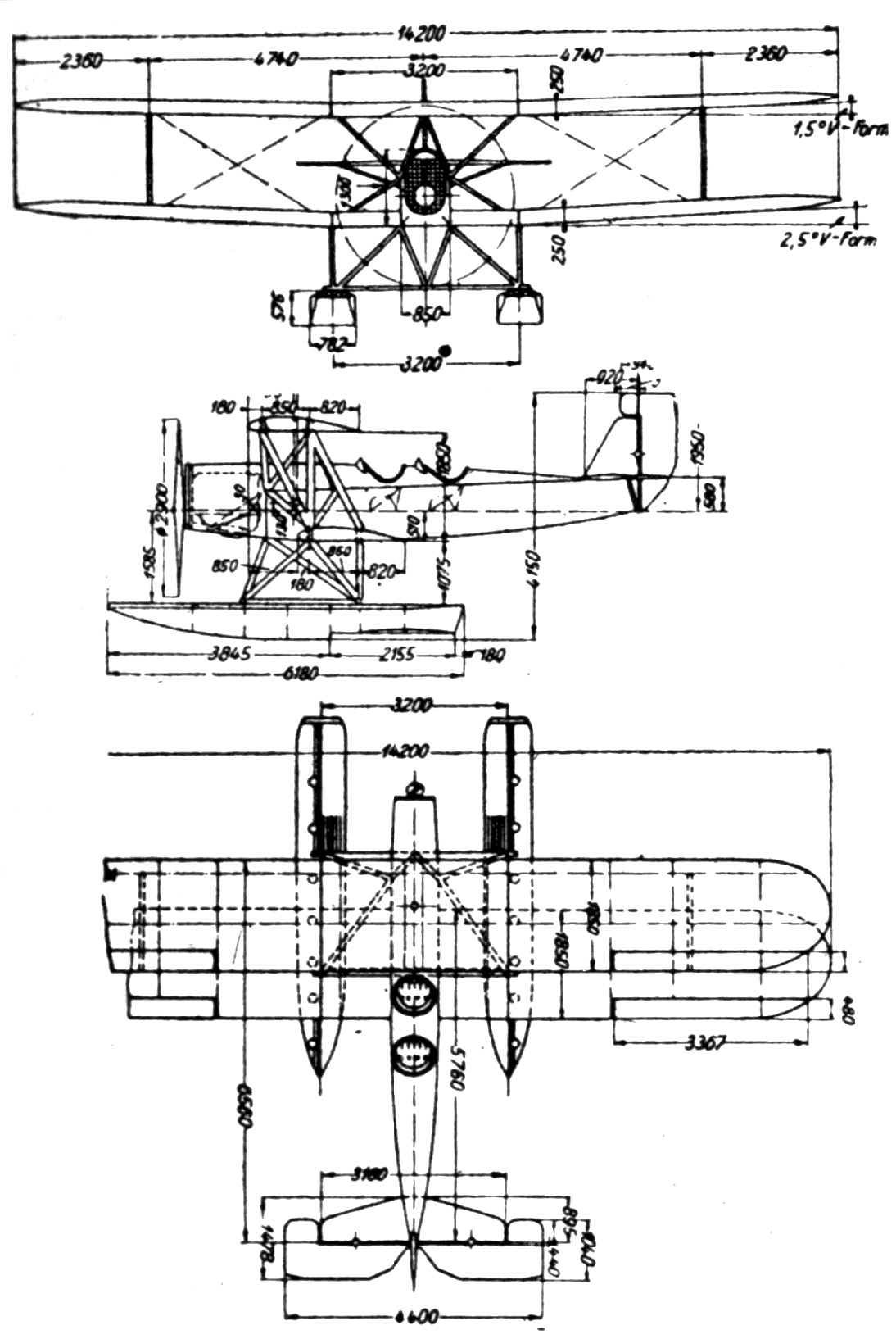
Dreiseitenansicht

| Kenngröße             | Daten                       |
| --------------------- | --------------------------- |
| Besatzung             | 2 (Pilot und Beobachter)    |
| Länge                 | 9,69 m, Land 8,6 m          |
| Spannweite            | 14,20 m                     |
| Flügelfläche          | 50,1 m²                     |
| Höhe                  | 4,15 m, Land 3,84 m         |
| Leermasse             | 1500 kg, Land 1300 kg       |
| Startmasse            | 2150 kg                     |
| Höchstgeschwindigkeit | 168 km/h                    |
| Dienstgipfelhöhe      | 4500 m                      |
| Reichweite            | 600 km                      |
| Triebwerke            | 1 × BMW IV, 235 kW (320 PS) |